# OpenVG
OpenVG는 크로노스 그룹의 OpenVG 작업반에서 제정한 하드웨어 가속을 위한 2차원 벡터 그래픽스 API 표준이다. 주로 모바일 장치의 그래픽스 인터페이스를 효과적으로 렌더링하기 위한 목적으로 설계되었으며, 벡터 글꼴의 가속에도 활용될 수 있다.

## 같이 보기
- 카이로 (그래픽스)
- Direct2D
- 스키아 그래픽스 엔진